# Бурал
Бура́л (рос. Бурал) — хутір у складі Дульдургинського району Забайкальського краю, Росія. Входить до складу Таптанайського сільського поселення.

## Населення
Населення — 9 осіб (2010; 8 у 2002).
Національний склад (станом на 2002 рік):
- буряти — 100 %